# 耿仲明
耿仲明（1604年—1649年），明末遼東蓋州（今遼寧蓋州）人，字雲臺。崇禎初年為登州參將，清初三藩之一。

## 生平
原籍山東，礦工出身，當過遼東海盜，後投靠毛文龍，初與孔有德、尚可喜同為總兵毛文龍部屬，被稱為“山東三礦徒”。
袁崇煥督師薊遼，斬殺毛文龍，耿隨孔有德走登州，山東巡撫孫元化任為步兵左營參將。孔、耿出兵禦後金軍，軍餉不至，憤怒不已。崇禎五年（1632年），隨孔有德叛明，攻陷登州，耿自稱總兵官，孫元化逃回京師，以罪論死。明朝派兵四萬，圍攻山東重鎮登萊二州。
崇禎六年（1633年），隨孔有德投降皇太極。崇德元年（1636年）年，封懷順王，隸漢軍正黃旗。
順治元年（1644年），隨清兵入關，從清將多鐸入秦，鎮壓民變，又下江南，入湖南。
順治五年（1648年）十二月，多爾袞召孔有德、耿仲明、尚可喜從遼東入燕京。
順治六年（1649年），改封靖南王，與吳三桂、尚可喜合稱清初三藩，清刑部查獲耿仲明屬下魏國賢私自收匿逃人，十一月廿七，在南下征廣州途中，畏罪自縊於江西吉安，其子耿繼茂襲靖南王，后移鎮福建。